# Цілинна ділянка (біля м. Дніпрорудне)
Цілинна ділянка — ботанічний заказник місцевого значення. Об'єкт розташований на території Василівського району Запорізької області, набережна Каховського водосховища біля міста Дніпрорудне.
Площа — 2 га, статус отриманий у 1980 році.
Статус надано з метою охорони місць зростання лікарських рослин. Охороняється цілинна степова ділянка, де зростають  цмин, буркун, шипшина, глід.